# Kansas City Ballet
Il Kansas City Ballet (KCB) è una compagnia di balletto professionale americana con sede a Kansas City, Missouri.
La compagnia fu fondata nel 1957 da Tatiana Dokoudovska. Il Kansas City Ballet si è sviluppato e cresciuto costantemente sotto la Dokoudovska (1957-1981) ed i suoi direttori artistici che l'hanno succeduta Todd Bolender (1981-1995) e William Whitener (1996-2013). Oggi il Kansas City Ballet è una delle compagnie di balletto regionali di maggior successo negli Stati Uniti.
L'attuale direttore artistico Devon Carney entrò a far parte del Kansas City Ballet nel 2013. Sotto di lui ed il suo direttore esecutivo Jeffrey Bentley, il Kansas City Ballet è cresciuto in dimensioni, portata e statura, eseguendo una combinazione di balletti classici e balletti narrativi, oltre a opere contemporanee e anteprime mondiali. Il KCB presenta cinque grandi spettacoli ogni stagione che comprendono una produzione annuale de Lo schiaccianoci. Oltre alla stagione degli spettacoli standard, la compagnia raggiunge ogni anno migliaia di studenti e adulti locali a Kansas City attraverso la sua scuola pluripremiata e programmi di coinvolgimento della comunità completi. Nella stagione 2016-2017, il KCB ha raggiunto il massimo storico con 30 ballerini aziendali, 15 secondi ballerini aziendali, 64 dipendenti a tempo pieno e part-time e una rete di oltre 400 volontari locali.
La compagnia KCB, la sua scuola e il suo personale sono tutti alloggiati, operano e provano al Todd Bolender Center for Dance and Creativity, una struttura completamente rinnovata, con sette studi, uffici e sale prove a Kansas City, Missouri, che ha aperto nel mese di agosto del 2011. La compagnia si esibisce presso il vicino Kauffman Center for the Performing Arts, un locale per spettacoli all'avanguardia nel centro di Kansas City, apert nel settembre 2011.
Nell'aprile 2018 il KCB ha presentato il suo "Festival di danza per il 60º anniversario", eseguendo sei nuovi lavori nel corso di due settimane.

## Storia

### 1957-1981 - L'era Dokoudovska

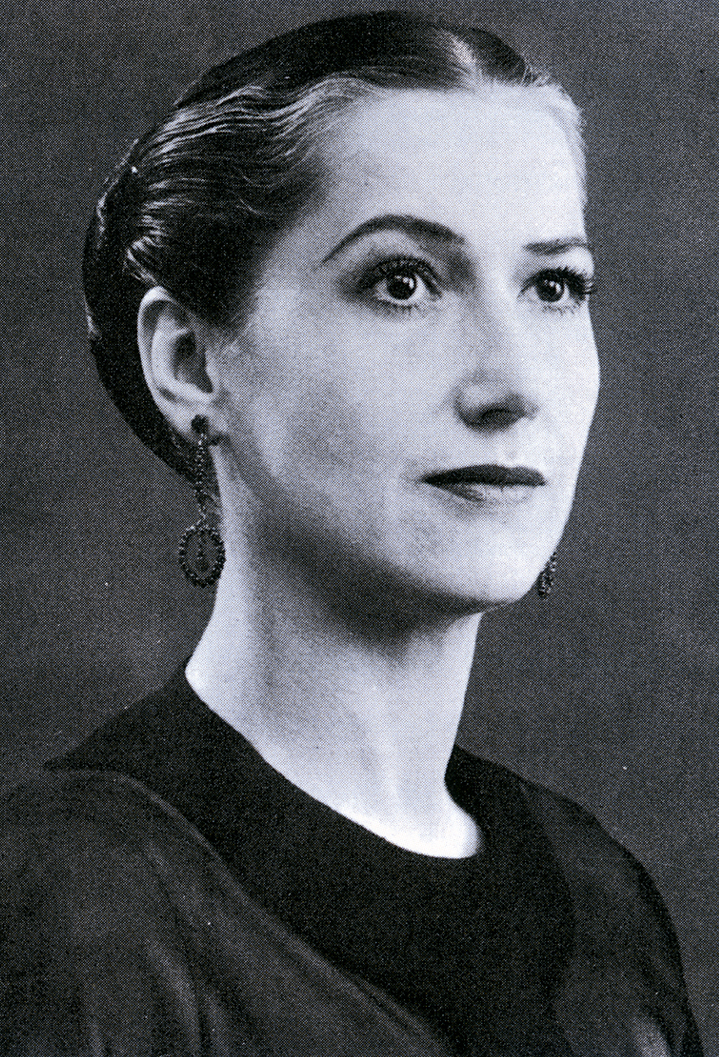
Tatiana Dokoudovska

Nel 1957 Tatiana Dokoudovska fondò il Kansas City Ballet (KCB) presso la Carriage House accanto al vecchio edificio del Conservatory in mattoni (la vecchia Grant Hall). Il 30 aprile 1957 la compagnia diede la sua prima esecuzione al Victoria Theatre (ora il Lyric Theatre) con la signora Dokoudovska come primo direttore artistico. Il programma comprendeva due balletti: Les Sylphides di Michel Fokine e Ruse d'Amour, un adattamento della Dokoudovska di The Toys di Fokine. Nel dicembre del 1957, la Kansas City Ballet Company divenne una 501(c)(3) organizzazione senza fini di lucro con un consiglio di amministrazione, direttore commerciale e direttore musicale.
Nella stagione 1958-1959 il nome della compagnia cambiò in Kansas City Civic Ballet.
Nel 1963 la compagnia si trasferì in un piccolo posto sulla 45ª strada vicino al Museo Nelson-Atkins.
Nel 1966 l'artista ospite Nathalie Krassovska arrivò a Kansas City per mettere in scena il rifacimento di Pas de Quatre di Anton Dolin per la compagnia.
Nel 1967 la Dokoudovska portò al KCB Shirley Weaver, nativa di Kansas City ed ex ballerina della Metropolitan Opera e del Ballet Russe de Monte Carlo. La Weaver ballò ruoli importanti con il KCB, coreografato, danzato come ballerina (onoraria) e ha insegnato a fianco della Dokoudovska all'Università del Missouri-Kansas City Conservatory of Music per molti anni.
Per il decimo anniversario della compagnia nel 1967 fu eseguito un programma alla Kansas City Music Hall con tre coreografi ospiti.
Nel 1968 la compagnia si trasferì alla Treadway Hall dell'Università del Missouri, nel Kansas City Campus.
Nell'aprile del 1968, il coreografo Zachary Solov iniziò una collaborazione pluriennale con il KCB, arrivando a Kansas City per coreografare e inscenare due balletti in prima mondiale con il KCB: un pezzo astratto basato sulla Sinfonia n. 40 di Mozart e un balletto teatrale basato sul Carnevale degli animali di Saint-Saëns. Il programma includeva anche esibizioni degli artisti ospiti del New York City Ballet Edward Villella e Patricia McBride.
Per l'apertura della stagione 1969-70 Zachary Solov tornò a Kansas City per creare e presentare tre balletti in prima mondiale con il KCB: The World I Knew (basato su Scènes alsaciennes di Massenet), Zygosis e Divertissement. I ruoli principali nel primo pezzo furono ballati dagli artisti ospiti del New York City Ballet Jacques d'Amboise e Melissa Hayden.
Per lo spettacolo della primavera del 1970 il KCB presentò il balletto Laurencia, messo in scena dagli artisti ospiti Anna-Marie e David Holmes.
Nel 1970 il sindaco di Kansas City, Ilus Winfield Davis proclamò una speciale "Civic Ballet Week". Durante la stagione 1970-1971 il nome della compagnia cambiò di nuovo a Kansas City Ballet.
Nella primavera del 1971 Solov tornò a Kansas City per presentare un programma intitolato "Ages of Innocence" con il KCB. Solov coreografò e montò due ulteriori lavori per il KCB: Rhapsody e Celebration. Il programma comprendeva anche due pezzi ballati dagli artisti ospiti del New York City Ballet Jacques d'Amboise, Melissa Hayden, Merrill Ashley e Christine Redpath.
Nel 1972 il balletto ospitò il primo Festival della MidStates Regional Ballet Association, con compagnie provenienti da undici stati che si riunivano per prendere lezioni, audizioni e condividere il loro lavoro alla Music Hall in Concert and Gala Performances. Nel dicembre 1972 il KCB realizzò il suo primo Lo schiaccianoci.
Durante la stagione 1973-74 il KCB si trasferì in un ex negozio di elettrodomestici al 6049 di Troost Avenue.
Nel 1975 il Lyric Theatre fu designato come la sede degli spettacoli stagionali per la compagnia. Nel 1975-1976, alla produzione annuale dello Schiaccianoci, fu aggiunta uno spettacolo autunnale e una produzione primaverile per una stagione di tre produzioni. La compagnia conseguentemente aumentò la sua prima vendita di abbonamenti stagionali.
Nel 1976 la signora Dokoudovska si dimise da direttore artistico del Balletto per dedicarsi all'insegnamento come capo del dipartimento di danza del Conservatorio di musica nel campus dell'Università del Missouri-Kansas City. L'ex ballerino di New York City, Eric Hyrst, fu nominato direttore artistico. Quello stesso anno il KCB si qualificò come membro del National Endowment for the Arts Dance Touring Program.
Nel 1977 l'ufficio della compagnia si trasferì alla Caserma dei pompieri Prescott a Kansas City, nel Kansas, in una stanza al piano di sopra con un palo per gli incendi nell'angolo. Nell'aprile del 1977 la ballerina del New York City Ballet Patricia McBride eseguì la sua prima produzione completa di Giselle con il KCB.
Nel 1977-1978 la compagnia realizzò una stagione di quattro serie con uno spettacolo d'autunno, Lo schiaccianoci e due spettacoli di primavera tutti eseguiti presso il Performing Arts Center di Kansas City, Kansas.
Nel 1978 Ronald M. Sequoio fu nominato direttore artistico. Nello stesso anno la compagnia si trasferì di nuovo in un magazzino sotto il Broadway Bridge al 3° di Broadway a Kansas City, nel Missouri.

### 1981-1995: L'era Bolender

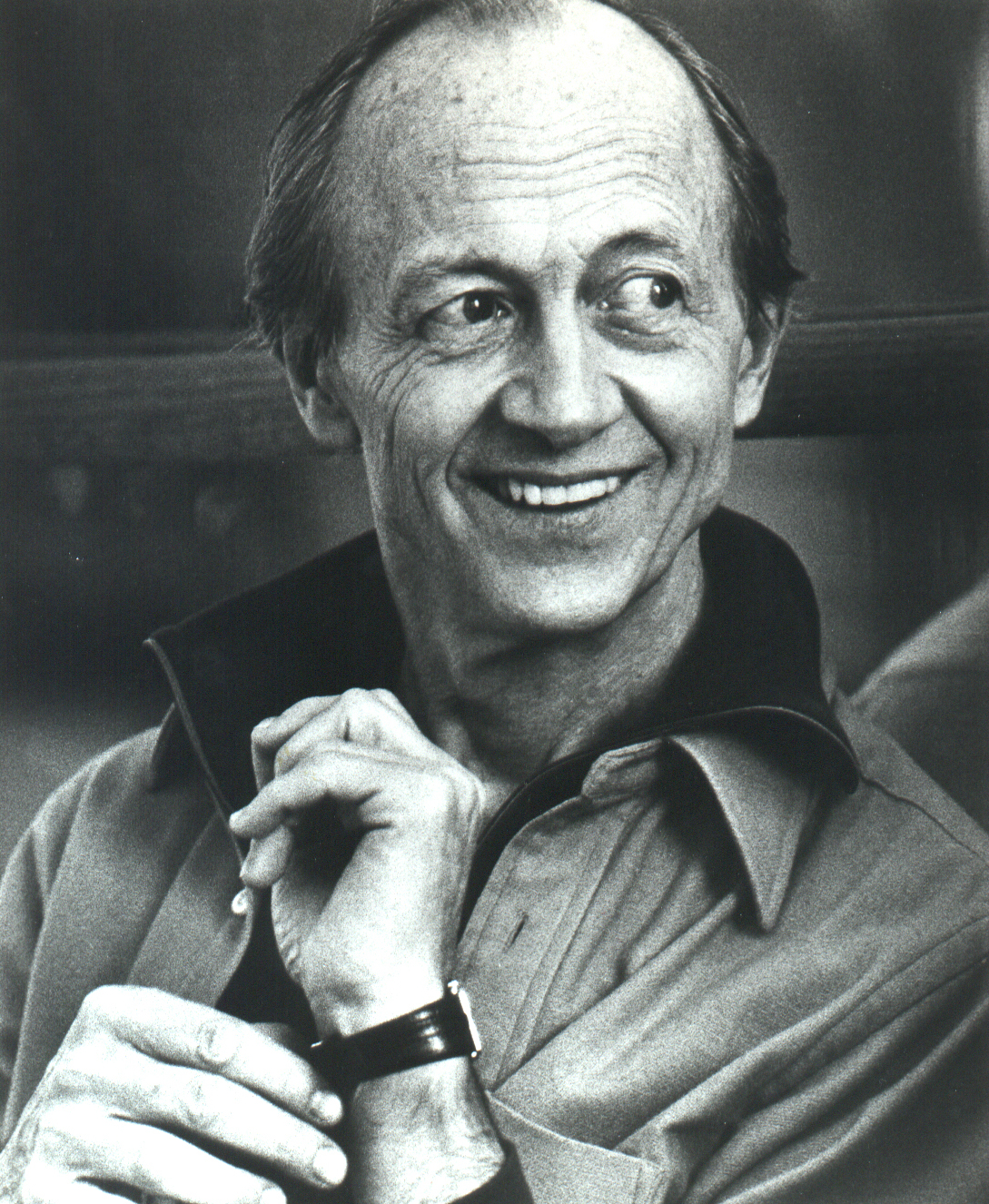
Todd Bolender

Nel gennaio del 1981, Todd Bolender, rinomato ballerino, insegnante e coreografo del New York City Ballet (NYCB), accettò la direzione artistica del Kansas City Ballet. Il suo primo anno si rivelò fondamentale per la compagnia con l'introduzione di importanti nuovi lavori e l'implementazione di diverse importanti iniziative:
- La prima esibizione della compagnia sotto Bolender fu nel maggio del 1981 al Kansas City Music Hall. Il programma comprendeva due opere che aveva originariamente coreografato/creato per il New York City Ballet nel 1955: The Still Point[18] e Souvenirs.[19]
- Per lo spettacolo autunnale del KCB nel 1981, Bolender coreografò e mise in scena Classical Symphony[20] e Tchaikovsky Suite.[21]
- Bolender presentò per la prima volta il suo Schiaccianoci[22] a Kansas City nel dicembre 1981. Lo Schiaccianoci di Bolender[23] divenne una nota tradizione per le vacanze nella regione che si svolse ogni stagione delle vacanze a Kansas City per i successivi 30 anni.
- Sempre nel 1981 Bolender fondò la KCB School. Assunse anche la sua collega di lunga data di New York Una Kai nel ruolo di insegnante di balletto.[24]
- E infine, nel 1981 la compagnia si trasferì al Westport Allen Center.[25] Operarono da questa posizione per i successivi diciassette anni.

Nel maggio 1982, Bolender rese onore al suo mentore, George Balanchine, presentando un Balanchine Festival di quattro giorni al Lyric Theatre. Tra le opere eseguite ci sono Serenade, Valse-Fantaisie, A La Francaix, Tschaikovsky Pas De Deux e L'uccello di fuoco, con gli artisti ospiti Christopher Aponte, Maria Terezia Balogh e J. Michael Dwyer.
Kevin Amey entrò a far parte del KCB come direttore della compagnia nel febbraio 1983. Durante la stagione 1983-1984 la compagnia incrementò la sua stagione di spettacoli con 25 appuntamenti di una tournée in cinque stati: Arkansas, Kansas, Missouri, Nebraska e Wyoming.
Nel 1984 Bolender coreografò Voyager, su musica di Leonard Bernstein, in collaborazione con lo scultore di fama mondiale Dale Eldred, di Kansas City. Il lavoro utilizzava le immagini delle missioni Voyager.
Nel 1985 Michael Kaiser entrò a far parte del KCB come direttore generale.
Nel 1986 il KCB fu ribattezzato State Ballet of Missouri e stabilì una relazione con Dance St. Louis. La compagnia continuò a operare con questo nome per i successivi 14 anni.
Nel 1987 il KCB debuttò a New York con quattro balletti di Bolender: Souvenirs, The Still Point, Classical Symphony e Concerto in F. Bolender invitò Stanley Zompakos a diventare maestro di balletto e Victoria Fedine fu nominata direttore della scuola.
Nel 1988 Alvin Ailey venne al KCB con il suo balletto The River, river la prima opera di Ailey per la compagnia. Sempre nel 1988 Clark Tippett dell'American Ballet Theatre mette in scena il suo lavoro Enough Said.
Nel 1989 il KCB presentò in anteprima Celebration di Bolender, creato ed eseguito in occasione del 150º anniversario della fondazione dell'Università del Missouri. Martin Cohen entrò a far parte del KCB come direttore generale.
Durante il periodo 1990-1996 il KCB presentò ulteriori spettacoli al Johnson County Community College con la St. Joseph Symphony.
Bolender invitò James Jordan, uno dei primi ballerini di Bolender al KCB, a tornare al KCB come maestro di balletto nel 1991.
Nel 1991 il KCB eseguì in anteprima il primo lavoro di Antony Tudor per il KCB, Lilac Garden.
Nel 1994 Muriel Kauffman, personaggio pubblico di lunga data di Kansas City, filantropa e presidente del consiglio di amministrazione del KCB dal 1990 al 1992, decise una donazione di 1 milione di dollari a favore del Kansas City Ballet.
Nel 1994 le scene dello Schiaccianoci del KCB furono riprogettate da Robert Fletcher (artista/progettista).
Una Kai si ritirò dal ruolo di maestra di balletto nel 1994.
All'inizio del 1995 il KCB eseguì Coppélia, coreografata da Bolender. Nell'autunno del 1995, Bolender coreografò Tribute to Muriel in memoria di Muriel Kauffman filantropa di lunga data di Kansas City e sostenitrice del KCB.
Nel 1995 Bolender andò in pensione all'età di 81 anni. Fu nominato direttore artistico emerito nel 1996.
Nell'autunno del 1996 Bolender presentò in anteprima il suo ultimo lavoro per la compagnia, Arena, commissionata con una sovvenzione "Meet the Composer" insieme a James Mobberley, professore di composizione presso il Conservatorio UMKC e compositore in residenza della Kansas City Symphony.

### 1996-2013: L'era Whitener

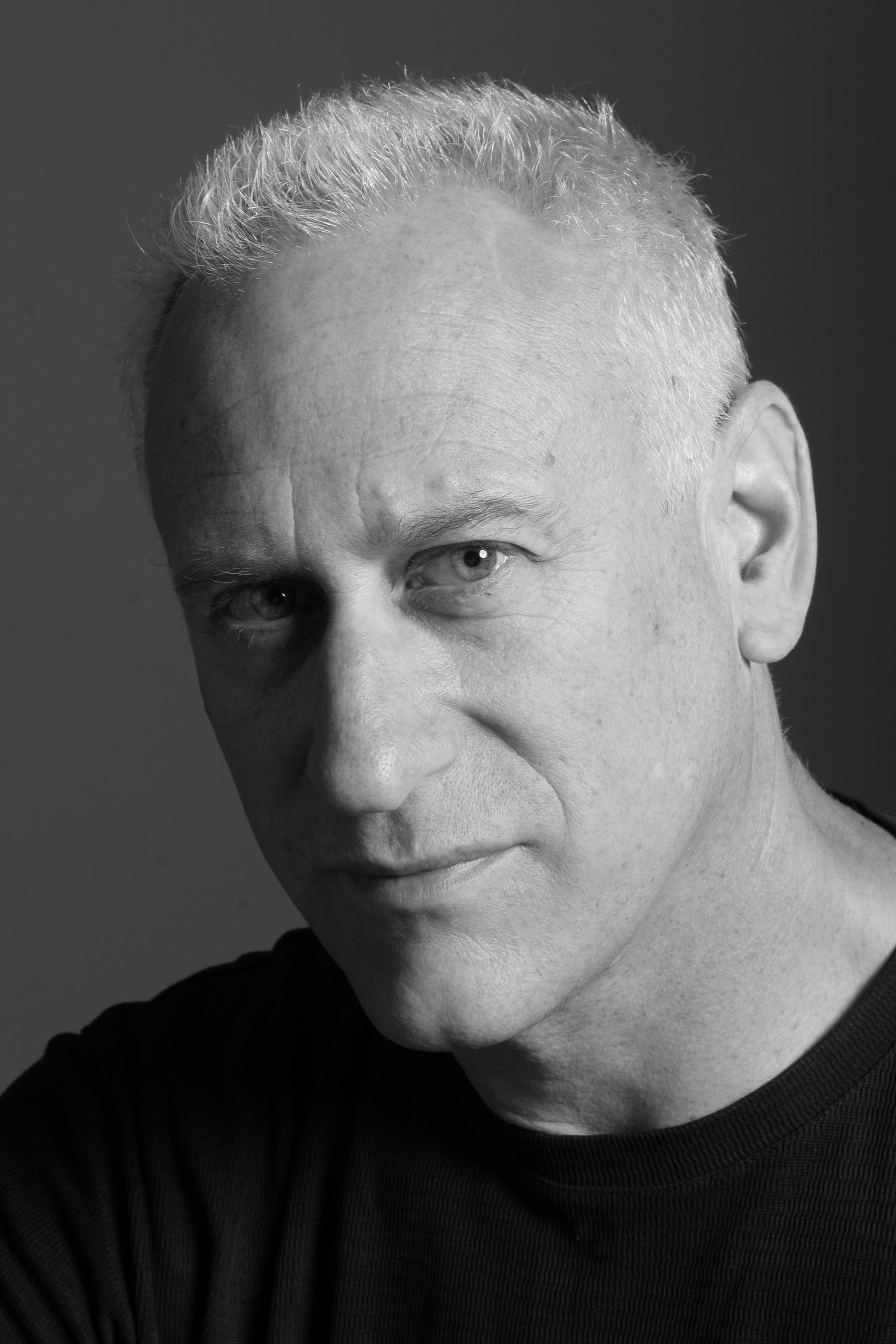
William Whitener

Nell'autunno del 1996 fu selezionato come direttore artistico del KCB William Whitener, un veterano del Joffrey Ballet e ballerino di Twyla Tharp, coreografo prolifico e direttore artistico con esperienza.
Nella primavera del 1997 Whitener eseguì in anteprima The Scarlatti Dances, la prima delle sue molte creazioni per il KCB. Nell'autunno del 1997 il KCB istituì una posizione di direttore della sensibilizzazione sociale a tempo pieno.
Nel 1998 Jeffrey Bentley fu nominato direttore esecutivo del KCB. Nella primavera del 1998 Whitener presentò due nuovi lavori: Songs in the Open Air e A Midsummer Night's Dream con la Kansas City Chorale e l'attore locale di Kansas City Dale O'Brien al Midland Theatre.
Nel 1999 la compagnia si trasferì al 1601 di Broadway nel vecchio edificio della NCR (probabilmente nel 2011 questo divenne l'indirizzo del nuovo Kauffman Center for the Performing Arts). Il KCB presentò Giselle, messa in scena dalla maestra di balletto e direttrice della scuola Karen P. Brown e due prime mondiali che enfatizzavano la musica dal vivo: Gloria di Lila York che ha presentato il Kansas City Symphony Chorus con la Kansas City Ballet Orchestra e la Suite Kander di Ann Reinking che prevedeva una band di sei musicisti sul palco.
Nel gennaio 2000, dopo quasi 15 anni come balletto di stato del Missouri, il Kansas City Ballet reclamò il suo nome originale. Nell'ottobre del 2000, Whitener coreografò On the Boulevard con Shelley Freydont, collaboratrice del Twyla Tharp Dance. I ballerini si esibiscono al fianco della Boulevard Big Band con la cantante ospite Karrin Allyson, nominata ai Grammy. Nel maggio 2000 il direttore artistico Emeritus Todd Bolender e quattro ballerini della compagnia furono filmati dal personale della George Balanchine Foundation a Kansas City mentre lavoravano per ricreare il balletto "perso" di Balanchine Renard.
Nel 2001 la compagnia partecipò allo Stravinsky Festival di Kansas City. Il KCB presentava due balletti di Balanchine, il suo capolavoro Agon ed il rifacimento di Bolender del balletto di Balanchine Renard.
Nella primavera del 2002 Whitener attirò l'attenzione nazionale e si guadagnò un articolo di copertina di Dance Magazine con il suo lavoro Six Solos, un programma che presenta sei opere soliste create dai leggendari coreografi Lotte Goslar, Anna Sokolow, Merce Cunningham, Agnes de Mille, Daniel Nagrin e Michel Fokine.
Nel febbraio 2003, in collaborazione con il Johnson County Community College, il KCB eseguì Duets di Merce Cunningham, messo in scena da Catherine Kerr, con Cunningham presente.
Nel 2004, come parte della Balanchine Centennial Celebration e per la prima volta dal 1987, i ballerini del KCB furono invitati a New York per eseguire Renard di Balanchine ricostruito da Bolender nell'evento "Wall-to-Wall Balanchine" allo Sharpe Theatre di Manhattan.
Nel 2005 il KCB eseguì Nine Sinatra Songs di Twyla Tharp come parte della serie di danze "Evening Stars" al Battery Park di New York.
Il Midwest Youth Ballet (ora Kansas City Youth Ballet) iniziò la sua residenza alla Kansas City Ballet School nel settembre 2005.
Nel 2006 il KCB annunciò il progetto di rinnovare il vecchio Power House Building alla Union Station nel centro di Kansas City, nel Missouri, come nuova sede permanente. Whitener aggiunse al repertorio La fille mal gardée e presentò una seconda serie di danze soliste di maestri coreografi, Six Solos of Consequence II.
Nel gennaio 2007 il KCB effettuò l'ultimo spostamento provvisorio nei locali di un ex magazzino all'ingrosso di abbigliamento femminile al 1616 di Broadway. Nel maggio 2007 Whitener aggiunse Carmen al repertorio del KCB.
Nel 2008 come parte della stagione dei festeggiamenti per il 50º Anniversario del KCB, Whitener aggiunse al repertorio Brahms Paganini della Tharp e due prime mondiali, First Position di Whitener e Hey-Hay, Goin 'a Kansas City di Donald McKayle. Quello stesso anno il KCB fece il suo debutto al Joyce Theatre di New York e al John F. Kennedy Center for the Performing Arts di Washington, DC. La compagnia eseguì anche una lunga serie di Romeo & Juliet di Ib Andersen al Music Hall.
Nel 2009 Whitener continuò ad implementare il repertorio del KCB con Firebird di Yuri Possokhov, la prima mondiale di Artic Song di Karole Armitage e Splendid Isolation III di Jessica Lang.
Nell'agosto 2011 dopo aver operato in nove diverse location nel corso di più di 50 anni, il KCB si trasferì nella sua nuova sede permanente, il Todd Bolender Center for Dance and Creativity (giustamente chiamato), completamente rinnovato. Nell'ottobre 2011 il KCB fece il suo debutto come compagnia di danza residente del Kauffman Center for the Performing Arts con Tom Sawyer: A Ballet in Three Acts di William Whitener.

### 2013- oggi: L'era Carney

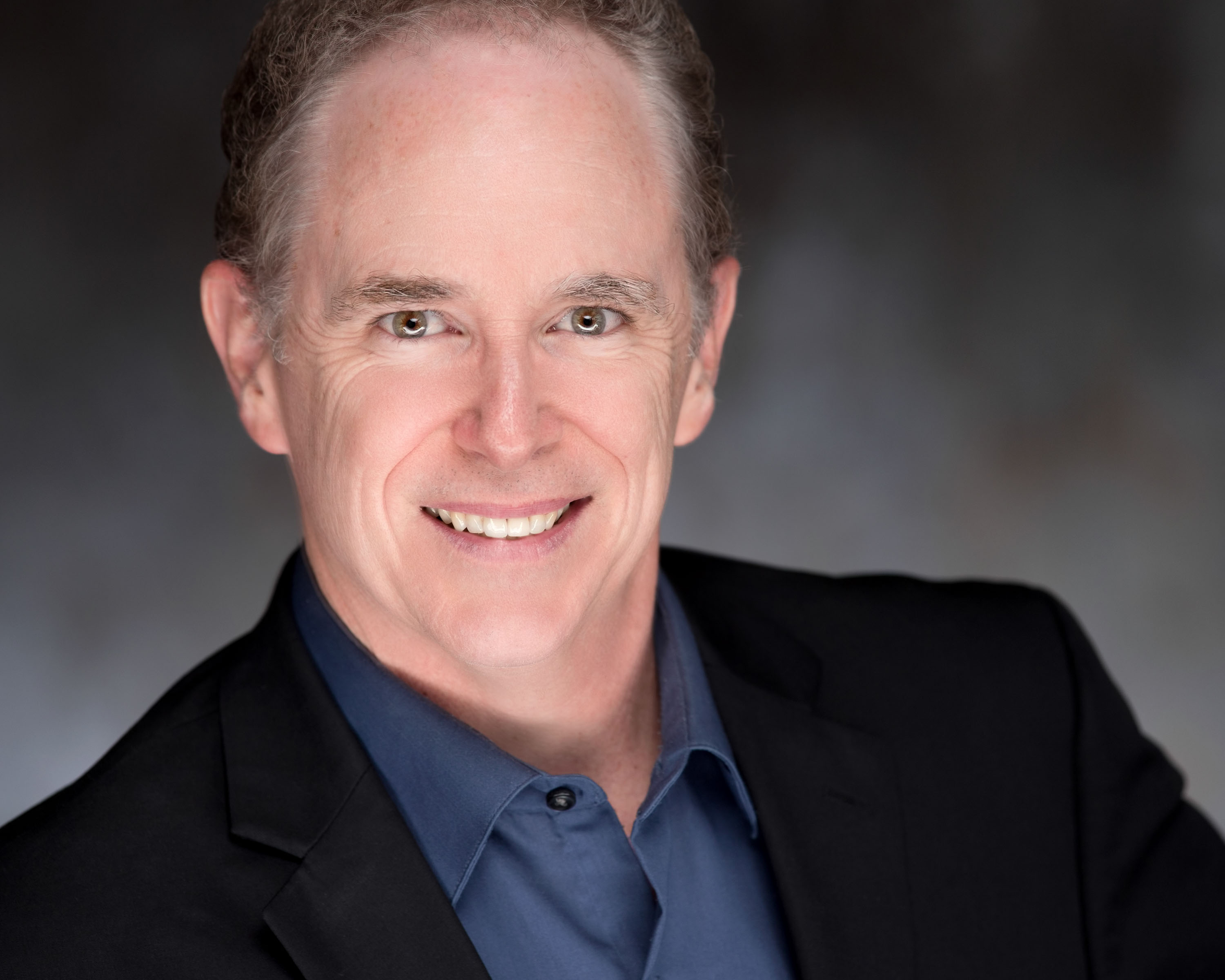
Devon Carney, direttore artistico del Kansas City Ballet

Devon Carney diventò direttore artistico del KCB nel 2013. Una delle prime iniziative di Carney al KCB nell'autunno del 2013 è stata l'istituzione di un Programma Seconda Compagnia sotto gli auspici della scuola del KCB School. Carney vedeva la Seconda Compagnia, composta da tirocinanti post-laurea e ballerini professionisti emergenti, come un importante ponte/connettore tra i programmi scolastici del KCB e la compagnia professionale.
Nell'ottobre del 2013 coreografò e presentò il suo primo nuovo lavoro per il KCB, Opus I., Nel febbraio 2014 Carney aggiunse Dracula del coreografo Michael Pink al repertorio del KCB.
Nel marzo del 2014 Carney introdusse "New Moves", un'iniziativa che offre ai giovani coreografi il tempo, lo spazio e l'opportunità di lavorare con ballerini professionisti per creare opere in anteprima mondiale. Questo straordinario evento, giunto alla sua quarta edizione, è progettato per cercare, sviluppare e mettere in luce coreografi emergenti, sia dalla scena della danza nazionale che a livello locale all'interno del Kansas City Ballet.
A dicembre 2015 il KCB ha presentato la prima mondiale della produzione de Lo schiaccianoci di Carney con grande successo. Quasi 35.000 persone di tutte le età hanno partecipato, contrassegnando questo evento come la più alta partecipazione alla produzione nella storia della compagnia.
Nel febbraio 2016 Carney aggiunse il suo Lago dei cigni al repertorio del KCB. Per questo pezzo Carney invitò l'ex ballerina americana del American Ballet Theatre Cynthia Gregory a venire a Kansas City per preparare/lavorare con i ballerini della compagnia.
Per gli spettacoli della primavera 2016 Carney presentò quattro opere moderne: la nuova opera di Viktor Plotnikov Vesna, Diving into the Lilacs di Yuri Possokhov, Petal di Helen Pickett e La sagra della primavera di Adam Houghland. Per quest'ultimo lavoro Carney chiese all'ex prima ballerina del New York City Ballet Wendy Whelan di venire a Kansas City per preparare la compagnia.
Il KCB presentò il famoso balletto La bella addormentata, coreografia di Carney a marzo 2017.,
Nel giugno dello stesso anno il KCB ha ospitato la nona Conferenza annuale di Dance/USA, portando professionisti della danza da tutto il paese a Kansas City.
Il KCB celebrò il suo 60º anniversario "Diamond Jubilee" nella stagione 2017-2018. Carney iniziò la stagione nell'autunno 2017 presentando Romeo & Juliet a lunghezza intera..
Nell'inverno del 2017 il KCB si mise in viaggio per eseguire la sua nuova produzione de Lo schiaccianoci ad un pubblico nazionale al John F. Kennedy Center for the Performing Arts di Washington, D.C.
All'inizio del 2018, la compagnia presentò il suo programma annuale "New Moves". Comprendeva tre nuovi lavori dei ballerini del KCB Emily Mistretta, Christopher Costantini e Michael Davis, tre nuovi lavori dei coreografi Abdur-Rahim Jackson, Mariana Oliveira e Monique Meunier e un altro pezzo, Fractals, rielaborato appositamente per la seconda compagnia del maestro di balletto del KCB Parrish Maynard.
Nell'aprile 2018 il KCB ha presentato il suo "60th Anniversary Dance Festival", eseguendo sei opere nel corso di due fine settimana consecutivi.
- Settimana 1: The Uneven,[133] coreografia di Mathew Neenan[134] con musiche di Philip Glass;[135] Petite Mort[136] di Jiří Kylián; e Diamonds di Balanchine.
- Settimana 2: The Man in Black,[137] coreografato da James Kudelka; Play,[138] coreografia di Stanton Welch con musica di Moby e la prima mondiale di Klein Perspectives[139] di Andrea Schermoly,[140] con musiche di J.S. Bach, Antonio Vivaldi e Chopin Project[141] di Ólafur Arnalds e Alice Sara Ott.

L'8 aprile 2018, subito dopo il primo fine settimana del 60° Anniversary Dance Festival, il KCB ha ospitato un evento "Celebrate 60" per il pubblico presso il Kauffman Center for the Performing Arts. Ballerini precedenti e attuali hanno presentato filmati che riassumono la storia della compagnia.
La famiglia Kauffman (rappresentata da Julia Irene Kauffman) è stata citata e ringraziata per il suo sostegno di lunga data al KCB e alle arti dello spettacolo a Kansas City. La presentazione si è conclusa con una mini performance degli studenti della scuola di Kansas City Ballet seguita da un ricevimento con champagne e dessert.
La compagnia ha chiuso il sessantesimo anniversario "Diamond Jubilee" con la nuova produzione di Peter Pan di Carney Peter Pan con la musica di Carmon De Leone. Carney ha invitato DeLeone a Kansas City per il primo fine settimana, DeLeone ha diretto le prime tre esibizioni.

## Personale dirigente

### Direttore generale - Jeffrey Bentley

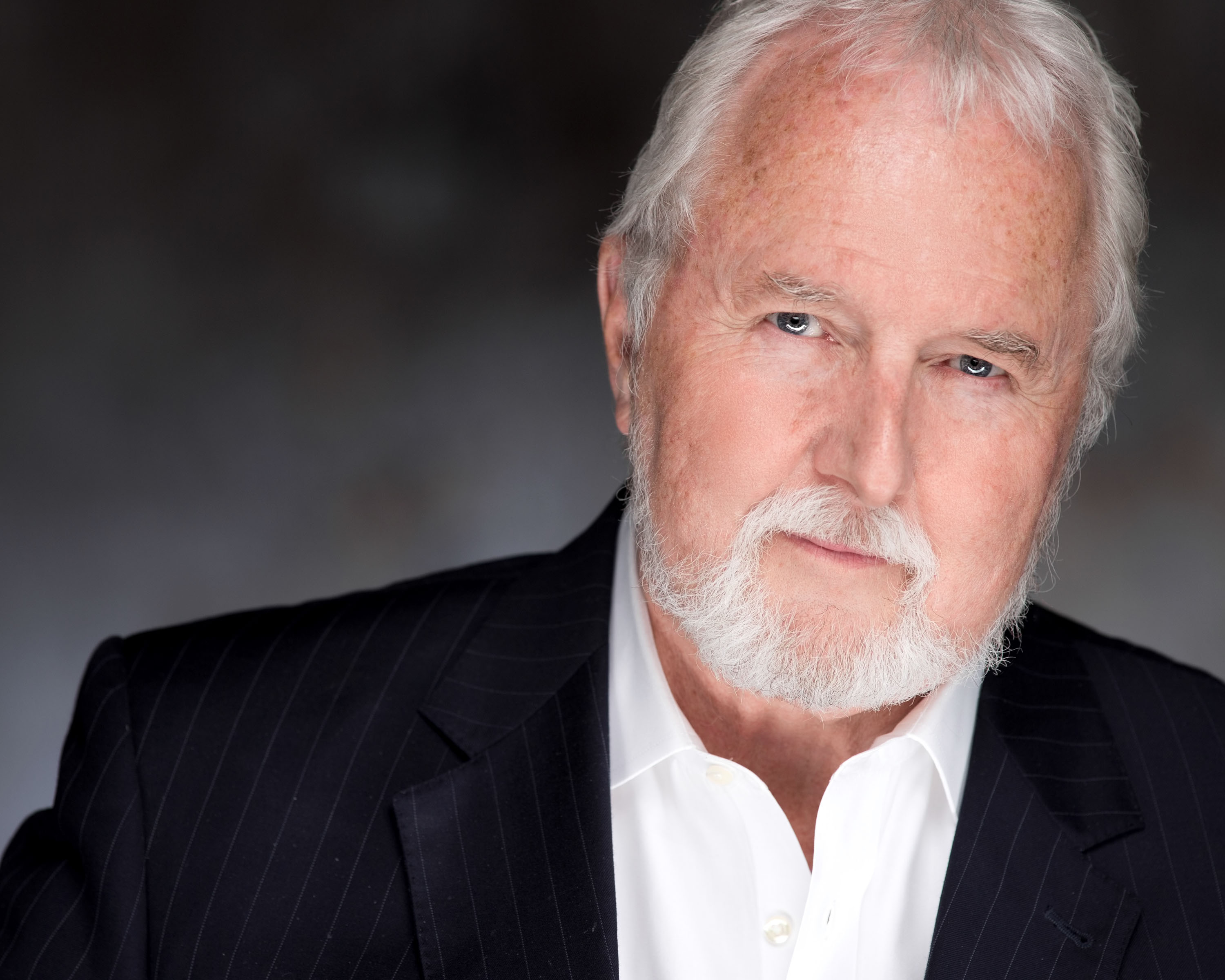
Jeffrey Bentley, Executive Director, Kansas City Ballet

Jeffrey J. Bentley è il direttore del KCB da lungo tempo, essendo stato nominato nel 1998. Il signor Bentley è stato coinvolto in danza e teatro per oltre 40 anni come artista, amministratore, direttore del festival, presentatore di danza, insegnante e consulente.
Durante i vent'anni di Mr. Bentley con il Kansas City Ballet, il budget aziendale è quadruplicato, la compagnia di danza è cresciuta sia in termini di dimensioni che di qualità e la scuola è cresciuta in modo straordinario. Ha orchestrato e completato con successo una campagna di finanziamento da 35 milioni di dollari e ha guidato lo sforzo di identificare, selezionare, rinnovare e trasferire la società e l'organizzazione del KCB nella sua prima sede permanente, il Todd Bolender Center for Dance and Creativity.
Nel 2018 l'organizzazione Nonprofit Connect di Kansas City ha nominato Mr. Bentley il suo Professionista non profit dell'anno.

### Direttore artistico - Devon Carney
Devon Carney è diventato direttore artistico del KCB nel 2013. Originario di New Orleans, il signor Carney è stato per molto tempo ballerino principale e maestro di danza con il Boston Ballet. Ha anche girato in lungo e in largo negli Stati Uniti, Messico, Europa e Asia con grandi ballerini come Rudolf Nureyev, Fernando Bujones e Cynthia Gregory, sviluppando una vasta rete professionale nazionale e internazionale lungo il suo percorso. Carney, esperto coreografo e insegnante/istruttore, è stato recentemente il direttore artistico associato del Cincinnati Ballet.

### Maestri di balletto - Kristi Capps e Parrish Maynard
Kristi Capps joined KCB's artistic staff as Ballet Master in 2013.  A native of Charlotte, North Carolina, Ms. Capps’ ballet training included the School of American Ballet, Harid Conservatory and the University of North Carolina School of the Arts. While at UNCSA, her primary teacher was ex-NYCB ballerina Melissa Hayden. During the summers, she studied and performed with the Hungarian State Ballet School in Budapest, Hungary. Upon graduation from UNCSA, Ms. Capps joined the Atlanta Ballet for three seasons and then moved to the Cincinnati Ballet in 1996.  Promoted to principal in 2002, Ms. Capps continued to dance in Cincinnati until her retirement in 2010.
Parrish Maynard joined KCB as Ballet Master in 2016.  He danced with American Ballet Theatre, where he was invited to join by Mikhail Baryshnikov, and as a principal dancer at the Joffrey Ballet and San Francisco Ballet. In 2005 Mr. Maynard joined the faculty of San Francisco Ballet School. In his ten years at San Francisco Ballet, Mr. Maynard choreographed more than twenty ballets for the San Francisco Ballet School, some of which have been danced around the world including the Royal Ballet School, Royal New Zealand Ballet and National Ballet of Canada.

### Direttore musicale - Ramona Pansegrau
Ramona Pansegrau joined KCB in October 2006 as its first music director.  Previously, Ms. Pansegrau served with both the Boston and Tulsa ballet companies, where she held positions as principal pianist, solo pianist, music director, and conductor, respectively.  She has also served on the faculty, as music director, and/or as conductor/guest conductor for the Aspen/Snowmass Dance Festival, multiple International Ballet Competitions, the Ballet Across America Festival, the Orlando Ballet, and the Jacob’s Pillow Ballet Program.

## La compagnia
Il Kansas City Ballet è un complesso/una compagnia non classificata composta da 30 ballerini. I ballerini vengono regolarmente scambiati e svolgono ruoli di punta, solisti e/o corpo di ballo all'interno delle produzioni, come viene richiesto.

### Ballerini della compagnia, stagione 2017-2018
Nome (anno di ingresso nel KCB)
| Danielle Bausinger (2014) | Humberto Rivera Blanco (2016) | Joshua Bodden (2014)            |
| Kaleena Burks (2010)      | Sasha Chernjavsky (2017)      | Christopher Costantini (2014)   |
| Michael Davis (2009)      | Amanda Devenuta (2014)        | Liang Fu (2014)                 |
| Lilliana Hagerman (2015)  | Kelsey Hellebuyck (2016)      | Enrico Hipolito (2017)          |
| Elysa Hotchkiss (2015)    | Whitney Huell (2014)          | Charles Martin (2007)           |
| Dillon Malinski (2014)    | Taryn Mejia (2012)            | Emily Mistretta (2016)          |
| Javier Morales (2017)     | Tempe Ostergren (2010)        | Lamin Pereira dos Santos (2014) |
| Gustavo Ribeiro (2016)    | Amaya Rodriguez (2016)        | James Kirby Rogers (2016)       |
| Angelina Sansone (2005)   | Sarah Joan Smith (2016)       | Cameron Thomas (2017)           |
| Molly Wagner (2012)       | Goldie Walberg (2017)         | Kevin Wilson (2016)             |

### Alunni della compagnia
Il KCB mantiene un elenco completo dei precedenti membri della compagnia sin dal suo inizio nel 1957. L'elenco comprende attualmente quasi 600 nomi. Ogni ballerino ha contribuito con i suoi talenti ed energia, alcuni per una sola stagione, alcuni per molte altre. Due esempi eccezionali sono:
- Nel maggio 2009 Christopher Barksdale[184][185] si ritirò dal KCB dopo una illustre carriera di 21 anni, avendo iniziato la sua formazione con la borsa di studio della Kansas City Ballet School.
- Nel maggio 2012 Kimberly Cowen[186][187] andò in pensione dopo una stellare carriera ventennale con il KCB. Ora è membro dello personale della scuola del KCB, supervisiona la scuola superiore della KCB School Academy e serve come direttore del Kansas City Youth Ballet.

## Repertorio
Il KCB ha eseguito oltre 200 opere dalla sua fondazione nel 1957. La compagnia mantiene sul suo sito web un elenco completo delle opere che ha eseguito.
La crescita della compagnia fino a 30 ballerini a tempo pieno e l'aggiunta della Seconda Compagnia ha permesso l'espansione in un numero maggiore di opere classiche anche più grandi.

## La scuola
La KCB School fu fondata nel 1981 dal direttore artistico del KCB Todd Bolender. La scuola ha fornito formazione pre-professionale sotto la sua personale direzione e quella della maestra di balletto del KCB Una Kai.
Quasi 40 anni dopo, la scuola è cresciuta e si è espansa notevolmente, offrendo ora un programma di formazione completo e diversificato per studenti di tutte le età. Opera sia dal Centro Bolender nel centro di Kansas City, nel Missouri, sia da un secondo campus nella vicina Contea di Johnson, nel Kansas. Ha ricevuto premi consecutivi "Outstanding School" (Scuola eccezionale) alle semifinali regionali Youth America Grand Prix del 2017 e 2018.

### Direttrice della scuola - Grace Holmes
Grace Holmes entrò a far parte del KCB come direttrice della Kansas City Ballet School nel settembre 2014. Ex solista con il San Francisco Ballet e il Birmingham Royal Ballet, in precedenza aveva lavorato come Ballet Education Manager presso la Royal Opera House del Covent Garden, Londra, Inghilterra e più recentemente come professoressa di danza presso l'Università del Texas ad Austin. Mentre era ad Austin fu anche direttrice dell'Academy per la Tapestry Dance Company, dove supervisionava un team di 25 insegnanti di più forme di danza, pianificò e gestì un programma di danza estiva, creaò e coordinò programmi di sensibilizzazione.

### Programmi della scuola
La scuola del KCB ha due divisioni: The Academy, che inizia all'età di 3 anni e la Studio Division, a partire dai 12 anni in su.
- The Academy. La missione della KCB School Academy[195] è quella di fornire l'eccellenza nella formazione della danza a un gruppo eterogeneo di studenti. Il suo approccio completo si basa sulle tradizioni del balletto classico e prepara gli studenti alla più ampia gamma di opportunità all'interno della comunità artistica e del mondo della danza professionale. Attualmente, l'Accademia ha più di 500 studenti, rendendola una delle più grandi scuole di balletto della regione. Tutte le lezioni sono tenute dalla facoltà del KCBS presso il Centro Bolender. L'accademia è divisa in due sezioni: una scuola "inferiore" e una scuola "superiore".

- Scuola inferiore. La scuola inferiore offre due programmi. Il programma per bambini, dai 3 ai 7 anni, introduce i bambini al balletto e al movimento concentrandosi sulla creatività e sull'interazione di gruppo. Il programma primario, per età 7-11, getta le basi per una formazione di balletto classico più avanzato.
- Scuola superiore. La scuola superiore offre programmi intermedi e avanzati. Entrambi i programmi si concentrano sullo sviluppo della tecnica, della musicalità e dell'abilità artistica di uno studente. Il curriculum variegato e la progressione dei livelli consentono lo sviluppo di un ballerino forte e versatile. Il programma diurno è stato introdotto nel 2016 come un'estensione della scuola superiore. Offre agli studenti l'opportunità di studiare intensamente durante il giorno. Gli studenti frequentano 20-25 ore di formazione ogni settimana, comprese le lezioni in tutte le forme di danza.
- Studio Division. La Studio Division della Scuola[196] attrae ragazzi e adulti che desiderano seguire corsi di danza ricreativa in un contesto di sostegno e incoraggiamento. Classi / Programmi offerti prevedono:

- Le lezioni Junior Studio sono rivolte a studenti di età compresa tra 7 e 15 anni che non sono in grado di impegnarsi per il numero di lezioni settimanali richieste per partecipare alla Academy Division. Queste lezioni offrono anche agli studenti dell'Academy l'opportunità di migliorare la loro educazione alla danza con lezioni di altri programmi, come Jazz e Hip Hop.
- Le lezioni Studio Dance e Fitness sono per tutte le età e livelli di esperienza.
- Le lezioni Adult dance e i workshop sono disponibili e organizzati in sessioni di 4 o 6 settimane.

### Kansas City Youth Ballet
Il Kansas City Youth Ballet (KCYB) è un gruppo di oltre 30 membri per la Scuola del KCB. Originariamente chiamato Midwest Youth Ballet, iniziò la sua residenza con la Scuola del KCB nel 2005. Il KCYB è composto da ballerini di età compresa tra i 13 ei 18 anni, che studiano sotto il direttore del KCYB Kimberly Cowen e la facoltà della scuola KCB. La compagnia presenta due spettacoli importanti ogni stagione e dimostrazioni di sensibilizzazione in tutta la comunità, mostrando opere di coreografi locali e nazionali, oltre a nuovi artisti emergenti.

### Secondo programma della compagnia
La Seconda Compagnia del KCB è un programma di professionisti emergenti. Fornisce un'esperienza professionale ai giovani ballerini di talento come preludio al loro trasferimento in una compagnia professionale. L'ex ballerino della compagnia Ryan Jolicoeur-Nye è il secondo manager della compagnia. La seconda compagnia è composta da due elementi; il programma Trainee e KCB II:
- Trainee Program. Il programma tirocinante basato sulle lezioni è stato creato nel 2014 per sviluppare le capacità tecniche e l'abilità artistica dei giovani aspiranti danzatori della scuola post-secondaria, preparandoli a una carriera di danza colmando il divario tra lo studente e il livello professionale. I tirocinanti partecipano ad alcune classi aziendali e hanno l'opportunità di essere presi in considerazione per le esibizioni con la compagnia KCB durante la stagione. Inoltre, si esibiscono in tandem con il KCB II nelle proprie esibizioni educative e di sensibilizzazione della comunità durante tutto l'anno.
- KCB II. L'idea del KCB II è stata creata e implementata come iniziativa strategica dal direttore artistico del KCB, Devon Carney, nell'autunno del 2013.[198] Attualmente è composto da sei aspiranti ballerini selezionati da tutti gli Stati Uniti. I ballerini del KCB II perfezionano le loro abilità di danza e acquisiscono esperienza in un ambiente professionale e spesso hanno l'opportunità di esibirsi insieme alla compagnia professionale del KCB. Servono anche come ambasciatori per la danza e KCB in tutta la regione, raggiungendo il pubblico e le comunità locali attraverso "mini-spettacoli" in luoghi pubblici e privati. Alcuni eventi precedenti hanno previsto esibizioni nelle gallerie d'arte locali di Kansas City, nella storica Union Station di Kansas City e nell'annuale Cerimonia Kansas City Plaza Lights.[200]

### Programmi speciali
Nel 2015 la Scuola del KCB ha avviato il programma Adaptive Dancehttps://www.kcballet.org/school/adaptive-dance/ Adaptive Dance che fornisce corsi per bambini con ritardi di sviluppo.

## Coinvolgimento e educazione della comunità
Il KCB offre una vasta gamma di programmi di coinvolgimento e formazione della comunità progettati per creare consapevolezza e apprezzamento per il balletto e per coinvolgere gli studenti di tutte le età ad una comprensione più profonda e un collegamento con la danza e la forma d'arte del balletto.

### Responsabile del programma - April Berry
April Berry è entrata a far parte del KCB come Community Engagement and Education Manager nel luglio 2016. Ex ballerina con l'Alvin Ailey American Dance Theater, la signora Berry porta a Kansas City una ricchezza di talenti ed esperienza, avendo precedentemente ricoperto il ruolo di Direttore dell'Educazione e Programmi per la comunità per il BalletMet Columbus e Direttore della formazione e sensibilizzazione per il North Carolina Dance Theatre (ora Charlotte Ballet), dove ha creato e sviluppato programmi di istruzione pluripremiati.

### Spettacoli educativi
- Matinée per le scuole. KCB effettua matinaggi mattutini appositamente scontati per le scuole concepite per migliorare l'apprendimento interdisciplinare, comprese le arti della lingua inglese, studi sociali / storia, musica e tecnologia. Gli insegnanti ricevono una guida di studio multimediale online che include una sinossi di balletto, attività educative e risorse relative alle esibizioni.
- Dimostrazione delle lezioni. La Seconda Compagnia del KCB offre un programma interattivo di danza di 60 minuti nelle scuole, adatto per studenti delle scuole elementari, medie e superiori. Questi programmi sono spiegati dai ballerini e dallo staff del KCB e comprendono un repertorio variegato di balletti classici e contemporanei, inclusi brani per la stagione in corso del KCB.

### Reach Out and Dance (ROAD)
- School Residency Program. Il programma "Reach Out And Dance" (ROAD)[203] fu creato nel 2000 e attualmente presenta oltre 1000 alunni delle scuole elementari di Kansas City per il movimento, la musica e il balletto. Il ROAD è un programma di residenza di danza della scuola di 12 a 24 settimane incentrato su studenti incoraggianti e coinvolgenti per avere una comprensione e una connessione più profonda con la danza. Il ROAD è insegnato da artisti professionisti del KCB che insegnano a vivere la musica. La partecipazione al ROAD non richiede abbigliamento da ballo, scarpe o attrezzature speciali per gli studenti. Il curriculum è progettato specificamente per studenti della 3ª e 4ª elementare, introducendo gli studenti ai fondamenti della danza: spazio, tempo, sforzo, autodisciplina e apprendimento cooperativo. Le lezioni settimanali sono integrate con il curriculum scolastico di una scuola e si basano su standard nazionali, del Missouri e dello stato del Kansas. Il programma ROAD culmina ogni anno in uno speciale "ROAD Rally" per le famiglie degli studenti del ROAD.
- Scholarship Program. Il programma di borse di studio ROAD del KCB è stato introdotto nel 2018 in collaborazione con il Missouri Public School District[204] a Kansas City, Missouri e nel Turner Unified School District[205] a Kansas City, Kansas. Questo programma offre ad oltre 100 bambini selezionati provenienti da sedici scuole che partecipano al ROAD School Residency Program, l'opportunità di studiare danza due volte a settimana durante la giornata scolastica presso il Centro Bolender. I distretti scolastici forniscono il trasporto degli studenti da e per il Centro Bolender.

### Coinvolgimento della comunità
- Dance-A-Story. Per gli studenti della pre-scuola materna e della scuola elementare, il KCB offre un workshop di 45 minuti "Dance-a-Story" che porta in vita racconti attraverso il movimento creativo, la musica e uno spettacolo e racconti in costume.
- Corsi di perfezionamento. Gli studenti di livello intermedio e avanzato possono seguire una lezione da uno dei maestri del KCB o da un insegnante ospite principale.
- Dance Speaks. La serie di conferenze "Dance Speaks"[206] è un programma di formazione per adulti offerto dal KCB in vari locali della comunità. Fornisce uno sguardo moderato, ravvicinato e personale nei processi creativi di coreografi e ballerini interni e in visita che lavorano con il KCB. Le lezioni specifiche sono solitamente collegate agli imminenti spettacoli della stagione corrente del KCB.
- Tour dietro le quinte. il KCB invita i gruppi della comunità a visitare il Todd Bolender Center for Dance and Creativity e a visualizzare i corsi e le prove della compagnia. I gruppi ricevono anche materiale sui balletti in corso della compagnia.
- KC Dance Day. Dal 2010 il KCB ha aperto al pubblico il Centro Bolender per l'annuale evento "KC Dance Day". Migliaia di persone della regione di Kansas City partecipano a questo evento ogni anno per corsi di danza e di esercizi gratuiti, oltre a esibizioni di compagnie locali di danza di Kansas City. William Whitener ha dichiarato che KC Dance Day "era il regalo del KC Ballet alla locale comunità di danza... Era un modo per sostenere, riconoscere e generare entusiasmo per tutti i tipi di danza nell'area locale".[207]

## Gruppi di supporto

### BARRE KC
Il BARRE KC è stato creato nel 2004 come gruppo di supporto/consulenza del KCB focalizzato su giovani e professionisti interessati a supportare il KCB. I membri ricevono lezioni in studio scontate e biglietti spettacolo, una visita dietro le quinte e inviti a eventi speciali del BARRE KC.
Il BARRE KC sponsorizza inoltre la raccolta fondi annuale di BARRE Soiree. Recentemente questa attività è stata inserita nel KCB Season Announcement, un evento annuale che si tiene ogni primavera. I proventi della BARRE Soire sono utilizzati per finanziare borse di studio per scuole e studenti che partecipano al programma KCB Reach Out And Dance (ROAD).

### KCB Guild
Il KCB Guild può essere fatta risalire al 1961 quando un gruppo di madri del KCB crearono un gruppo di supporto per il KCB. Nel 1967 questo gruppo divenne il "Comitato delle donne" del KCB, successivamente fu rinominato "Kansas City Ballet Guild". Il KCB Guild è attualmente un gruppo di circa 200 appassionati di balletto nell'area di Kansas City che svolgono il ruolo di sostenitori della danza e del balletto nella comunità di Kansas City. Il KCB Guild offre eventi sociali per i suoi membri per includere speciali presentazioni dietro le quinte di coreografi ospiti, ballerini e personale della compagnia, notti di osservazione, ricevimenti, pranzi, serate di cinema e un club del libro. Inoltre sponsorizza un party annuale dopo spettacolo per gli studenti e la compagnia, sponsorizza e finanzia la partecipazione dei ballerini agli avvenimenti del Guild e offre regali di vacanza per i ballerini della compagnia.
- Raccolta fondi. Il Guild conduce due importanti iniziative di raccolta fondi ogni anno per il KCB: la Nutcracker Boutique[213] e l'annuale Ballet Ball. Il "Comitato delle donne" del KCB ha sponsorizzato il primo "Ballet Ball" nel 1968, con Elizabeth Hard[214] e Jan Newman come co-presidenti. Nel 2017 il KCB Guild ha sponsorizzato il "Diamond Ball" del 60º Anniversario del KCB,[215] raccogliendo oltre $ 300.000 per il KCB.[216]
- Archivio. Il KCB Guild Archive Committee gestisce la Tatiana Dokoudovska Library for Dance[217] fondata nel 2008. Attualmente ospita quattro collezioni: la raccolta di base del KCB[218] e tre collezioni speciali contenenti materiali di ciascuno dei tre precedenti direttori artistici: Tatiana Dokoudovska,[219] Todd Bolender[220] e William Whitener.[221] La raccolta di base copre il 1957-2012 con la maggior parte dei documenti risalenti al 1980. Contiene le registrazioni generate dal Consiglio di amministrazione del KCB, il personale, la scuola, la guild e donazioni individuali della grande comunità di ballerini, mecenati e sostenitori di Kansas City.

### KCB Patrons Society
La KCB Patrons Society è un gruppo di entusiasti sostenitori del balletto che fanno sostanziali donazioni e/o lasciti di dotazioni annuali al KCB. I mecenati sono invitati a eventi speciali KCB come pranzi o conferenze con coreografi ospiti, incontri sociali con ballerini della compagnia, prove private e viaggi per spettacoli di danza.
Nel 2016 lo staff del KCB ha organizzato un viaggio di una settimana per 44 persone e membri del personale del KCB a Cuba per partecipare al 25º Festival Internazionale di Balletto dell'Avana. Ai partecipanti venivano offerti tour speciali ogni giorno (inclusa una visita alla Scuola Nazionale di Balletto Cubano) e ogni sera partecipavano agli spettacoli dell'IBF.